# 阿塞拜疆纳戈尔诺-卡拉巴赫共同体
阿塞拜疆纳戈尔诺-卡拉巴赫共同体，又称阿塞拜疆纳戈尔诺-卡拉巴赫共同体社会联盟或阿塞拜疆纳戈尔诺-卡拉巴赫流亡共同体，是一个历史上代表納戈爾諾 - 卡拉巴赫地區亞塞拜然族的流亡組織，也是代表阿塞拜疆纳戈尔诺-卡拉巴赫社区的社群共同体，自1994年5月开始流亡。
2021年4月30日，由於在2020年纳戈尔诺-卡拉巴赫战争后大部分纳戈尔诺-卡拉巴赫地區回归阿塞拜疆控制，该组织宣布解散。

## 结构
该组织是一个非政府组织，没有获得任何经济利益，以志愿者会员身份为基础。它的活动覆盖阿塞拜疆全境。该组织的主要目的是恢复阿塞拜疆的领土完整，让阿塞拜疆难民和国内流离失所者阿塞拜疆境内流离失所者从卡拉巴赫返回家园。